# Jorge David Arroyo Valdez
Jorge David Arroyo Valdez, né le 23 septembre 1991, est un haltérophile équatorien. Il concourt dans la catégorie des moins de 105 kg.

## Palmarès
Championnats du monde junior
- 2011 à Penang : médaille d’or

Championnats pan-américains
- 2011 à Guadalajara : médaille d’or